# Historia del uniforme del Club Santos Laguna

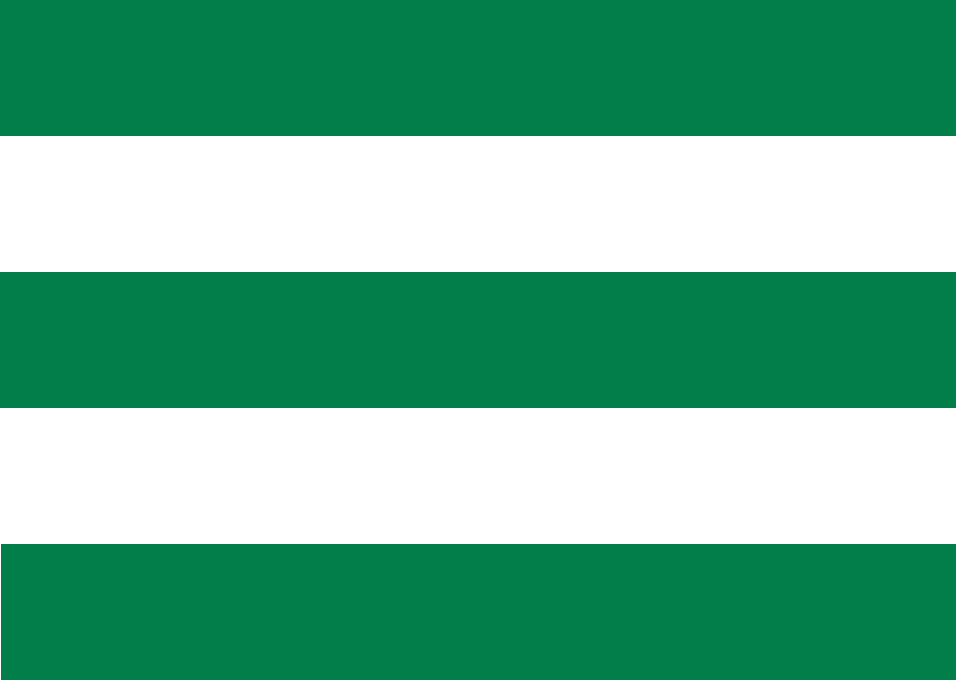
Colores de la institución.

El primer uniforme del Club Santos Laguna estaba conformado por una camiseta color blanco y una línea verde cruzando verticalmente por en medio, cuello blanco, pantaloncillo verde y medias blancas, tal como el Club de Fútbol Laguna; el uniforme de visitante era muy parecido, las únicas diferencias eran que el cuello y las mangas eran de color verde, y a la derecha contaba con tres franjas verticales, también en color verde.
Cuando el club fue vendido por el IMSS a Salvador Necochea en la temporada 1984-85, se utilizó un uniforme totalmente blanco al igual que el Club de Fútbol Torreón, el cual contaba con el nuevo escudo diseñado por Necochea. En 1986 se modificó por completo el uniforme, usando por primera vez la camiseta con —franjas horizontales verdes y blancas—, pantalón verde, medias blancas.
La primera camiseta utilizada en primera división fue durante 1988, este jersey continuó con la tradición que empezó la institución en 1986 con las franjas horizontales en verde y blanco, Adidas fue la marca proveedora y Coca-Cola el patrocinador principal. Para la segunda vuelta del campeonato, se cambió de proveedor a Eder y se dejó de tener un patrocinador principal.

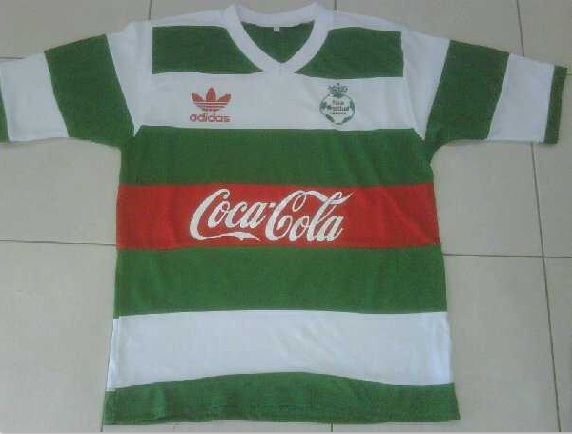
Camiseta del Club Santos Laguna en 1988.

Para el período de 1989 a 1990, se cambió de proveedor y se usó Garcis, aún sin contantar con un patrocinador principal. El club continuó con el patrocinio de Garcis durante la primera vuelta de la siguiente temporada y para la segunda vuelta se cambió de proveedor a Pepin. La temporada 1991-92 se reemplazó una vez más el proveedor del uniforme, ahora con Topper y teniendo como patrocinador principal a Quesos La Risueña, quien para la segunda vuelta del campeonato fue retirado de la camiseta.
En su mejora continua, se realiza una nueva negociación con la marca Pony, la cual logró mantenerse durante el lapso de 1992 a 1994. Durante el período de 1996 hasta 2002 se firmó un acuerdo con la manufacturera, Corona Sport, en el cual los colores tradicionales de verde y blanco son —adornados con los colores negro y dorado como delineadores—, así mismo estas camisetas se distinguieron por sus cambios en los cuellos, los cuales fueron redondos, de color blanco, negro. En el 2000, el Club Santos Laguna firmó un acuerdo con la empresa Organización Soriana para ser el nuevo patrocinador oficial del club, mismo que hasta la actualidad ha mantenido el plazo. En 2002, el club firmó un contrato con la manufacturera Atlética como el patrocinador oficial del equipo deportivo de la institución, que duró durante nueve años hasta 2011 que el club cierra su contrato con la marca para mejorar la calidad del uniforme del club.
El club para la temporada 2008-2009 con motivo de la conmemoración del vigésimo quinto aniversario, tuvo un cambio importante en el equipo deportivo al colocar las franjas de la camiseta en forma vertical, lo que causó polémica con los aficionados, quienes consideraron que se rompió con la identidad que le habían dado al equipo las franjas horizontales, además, hubo un tercer uniforme el cual fue retro. En la temporada 2009-2010, el Santos Laguna utilizó un uniforme parcialmente blanco rayado con franjas verdes, pantalón blanco y medias blancas con franjas verdes. Después en 2010 el uniforme tuvo un gran cambio en su historia, ya que— por primera vez se utilizó casi en su totalidad el color negro como local—.
En diciembre de 2010, Santos terminó su contrato con Atlética para firmar otro con la manufacturera Puma como patrocinio del equipo deportivo por dos años. En 2012, el uniforme fue de camiseta blanca con sus tradicionales franjas verdes, pantalón y medias verdes; y de visitante camiseta azul verde con detalles verde lima y una franja a la mitad, pantalón verde y medias blancas, además, se lanzó un playera edición especial que contenía el nombre de 1 200 aficionados del equipo. El siguiente año, como motivo del trigésimo aniversario de la institución, se lanzó una playera conmemorativa, de la cual fueron producidas solamente 1 983 piezas.

## Evolución

### Titular
| 1983–84 | 1988-89 | 1996–97 | 2000–01 | 2007–08 | 2008–09 | 2009–10 | 2010 | 2011 | 2012 |

| 2013 | 2014-15 | 2015-16 | 2016-17 | 2017-18 | 2018-19 | 2019-20 | 2020-21 | 2021-22 | 2022-23 |

| 2023-24 |

### Visitante
| 2008–09 | 2009–10 | 2010 | 2011 | 2012 | 2013 | 2014-15 | 2015-16 | 2016-17 | 2017-18 |

| 2018-19 | 2019-20 | 2020-21 | 2021-22 | 2022-23 | 2023-24 |

### Tercera
|         |         |         |         |         |         |         |         |         |         |
| 2014-15 | 2015-16 | 2016-17 | 2017-18 | 2018-19 | 2019-20 | 2020-21 | 2021-22 | 2022-23 | 2023-24 |

### Especial
|      |      |      |      |
| 2012 | 2013 | 2018 | 2023 |

1. ↑  Aniversario 30.°
2. ↑  Aniversario 35.°
3. ↑  Aniversario 40.°

## Patrocinio
| Período     | Proveedor | Patrocinio principal |
| ----------- | --------- | -------------------- |
| 1988        |           | Ninguno              |
| 1989        |           |                      |
| 1989 - 90   |           | Ninguno              |
| 1991        |           | Ninguno              |
| 1991        |           | Quesos La Risueña    |
| 1992        | Ninguno   |                      |
| 1992 - 94   |           |                      |
| 1994 - 96   |           |                      |
| 1996 - 00   |           |                      |
| 2000 - 02   |           |                      |
| 2002 - 10   |           |                      |
| 2011 - 18   |           |                      |
| 2018 - Act. |           |                      |